# Nucli antic de la Coromina (Cardona)
El nucli antic de la Coromina és un monument que forma part de l'Inventari del Patrimoni Arquitectònic Català de la vila de Cardona (Bages).
El nucli antic del barri cardoní de la Coromina està format per un conjunt d'edificacions del s.XVI-XVII en un estat deficient de conservació. L'estructura d'estrets carrers paral·lels al riu i la construcció de nous edificis sense tenir present cap norma quant a conservació i consolidació d'aquesta part antiga està deteriorant progressivament el conjunt arquitectònic i urbanístic del nucli antic de la Coromina; format originàriament per grans casalots de dos o tres pisos d'alçada (responen amb variants a l'estructura originària de masia) amb porta de mig punt i amb estructures portants bàsicament de pedra, combinades amb entramats de fusta i maons.

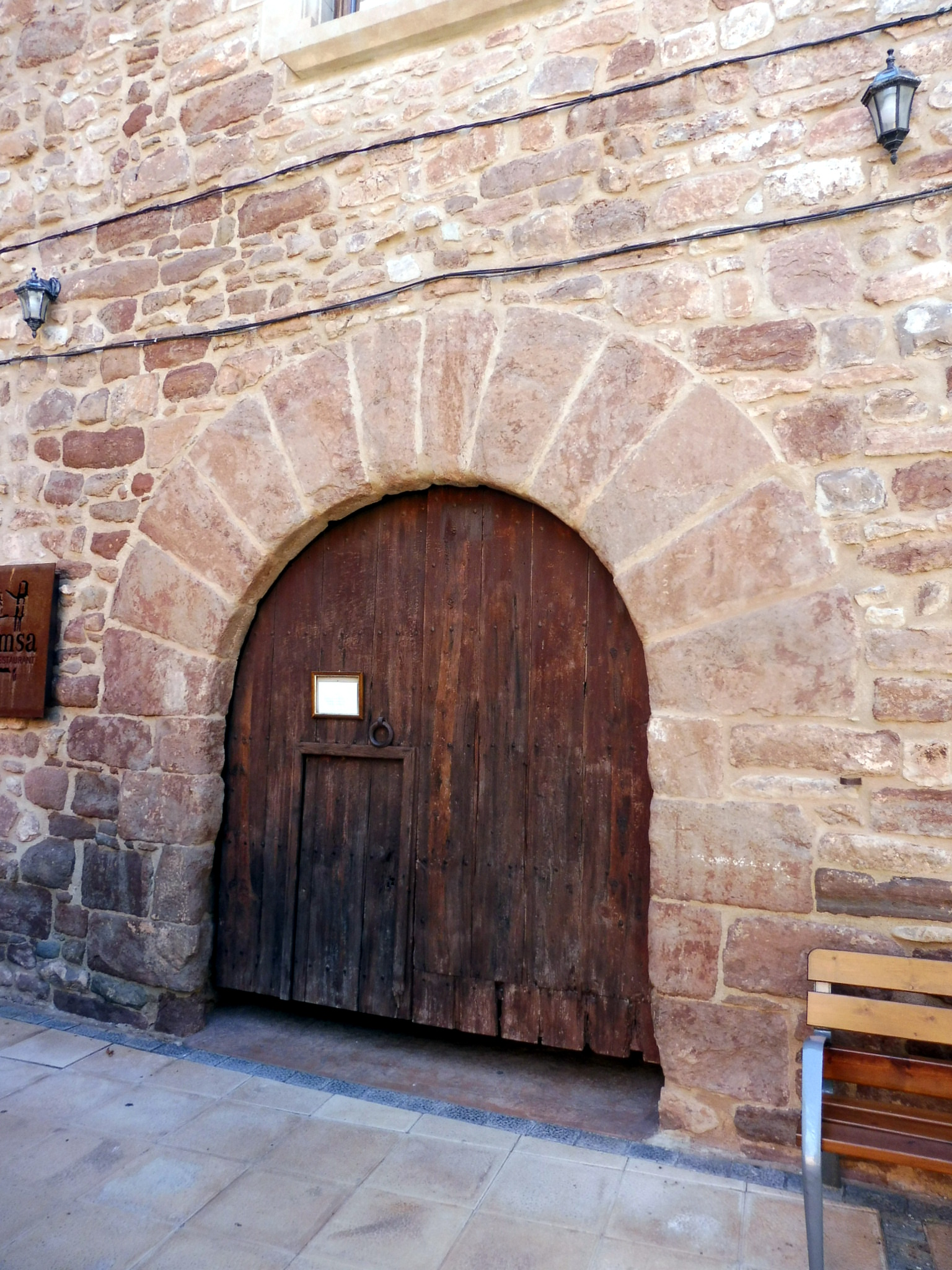
Portal de Cal Cots

Els orígens històrics de la Coromina es remunten a l'època medieval (s. XII, L'església parroquial Església de Sant Ramon estava en plena construcció a finals del s. XIV, i a partir d'aquestes dades començà a rebre donacions i al voltant seu va créixer el "carrer de la Coromina"; així l'esmentaven els cònsols de la vila de Cardona l'any 1663. abans de conèixer la gran immigració arran de l'explotació de les mines del Salí, a principis del s. XIX, els habitants de la Coromina es dedicaven gairebé d'una manera exclusiva a les explotacions agropecuàries.